# Hartjärnsberget
Hartjärnsberget är ett naturreservat i Mora kommun i Dalarnas län.
Området är naturskyddat sedan 2007 och är 153 hektar stort. Reservatet ligger på östra sidan av berget med detta namn och består mest av gran men även tall. 